# 152233 Van Till
152233 Van Till è un asteroide della fascia principale. Scoperto nel 2005, presenta un'orbita caratterizzata da un semiasse maggiore pari a 3,1350084 UA e da un'eccentricità di 0,2076730, inclinata di 0,75504° rispetto all'eclittica.
L'asteroide è dedicato allo statunitense Howard J. Van Till, professore di fisica dal 1965 al 1997 presso l'istituto autore della scoperta.